# Frank M. Cross

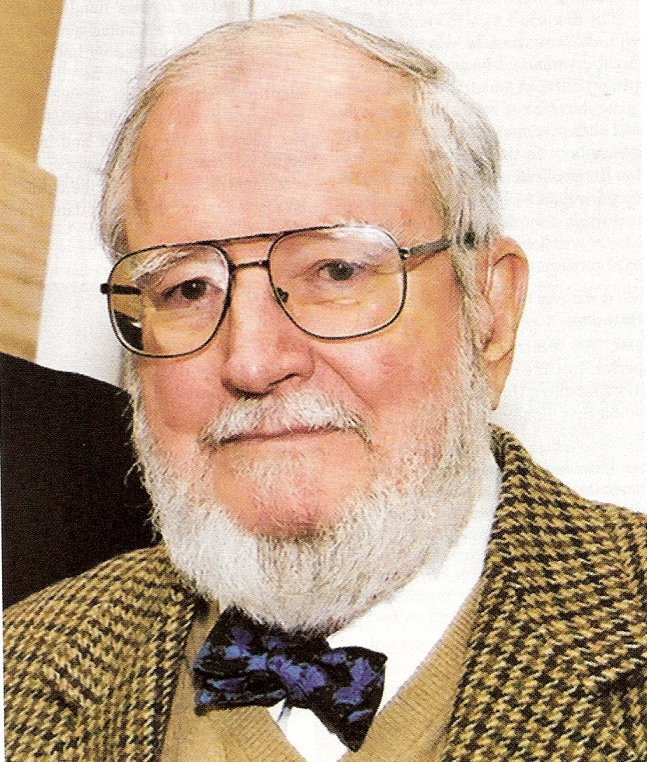
Frank M. Cross

Frank Moore Cross Jr. (* 13. Juli 1921 in Ross, Kalifornien; † 17. Oktober 2012 in Rochester, New York) war ein US-amerikanischer Alttestamentler und Semitist.  Cross wurde für seine Forschungen in der Interpretation der Schriftrollen vom Toten Meer bekannt sowie seinem 1973 erschienenen Magnum Opus Canaanite Myth, Hebrew Epic  und seiner Arbeit zur  Northwest Semitic epigraphy.

## Leben und Wirken
Cross war der Sohn von Frank Moore Cross Sr. (1895–1960), einem Pastor der Ensley Highland Presbyterian Church in Birmingham, Alabama. Seine Mutter war Mary Emma Cross, geborene Ellison (1896–1979). Einer seiner Onkel, Laurance L. Cross (1892–1966), war von 1947 bis 1955 Bürgermeister von Berkeley, Kalifornien.
Im Jahre 1938 absolvierte er seinen Abschluss an der Ensley High School.
Später studierte Cross am Maryville College (BA, 1942) und am McCormick Theological Seminary (BD, 1946); 1950 wurde er an der Johns Hopkins University promoviert. Ab 1957 lehrte an der Harvard Divinity School der Harvard University,  zuletzt bis zu seinem Ruhestand 1992 als Hancock Professor of Hebrew and Other Oriental Languages.
Cross war ein Schüler von William Foxwell Albright, einem amerikanischen Orientalisten und Pionier der Archäologie, Linguistik und antiken Keramik. Er gilt als ein Begründer der biblischen Archäologie.
Während seiner Zeit als Hochschullehrer in Harvard betreute Cross mehr als hundert Dissertationen als Doktorvater, (englisch doctoral advisor) was zur Folge hatte, dass viele der heutigen führenden Gelehrten der hebräischen Bibel und der Altorientalistik seine ehemaligen Schüler sind. Zu den bekanntesten von ihnen zählen Emanuel Tov, John J. Collins, Jo Ann Hackett, John Huehnergard, William G. Dever, Peter Kyle McCarter Jr., Jon D. Levenson, Peter Machinist, Lawrence Stager, Bruce Waltke, Richard Elliott Friedman, Hector Avalos und Mark S. Smith.
Ab Juni 1953 war Cross Mitglied des internationalen Komitees, das für die Herausgabe der in Qumran entdeckten Schriftrollen vom Toten Meer verantwortlich war. Cross hörte Ende 1948 zum ersten Mal von den Schriftrollen, als er während seines Studiums an der Johns Hopkins University Bilder der Jesaja-Schriftrolle von Albright zeigte, der Cross später in das Redaktionsteam der Schriftrollen berief.
Als er sich dem Team anschloss, wurden ihm sofort 61 biblische Manuskripte aus Höhle 4 in Qumran zugewiesen, um sie für die Veröffentlichung vorzubereiten.
Zunächst ging es dabei um die Reinigung der Manuskripte im Palestine Archaeological Museum, wo sie in der „Scrollery“ bearbeitet wurden. Wie mehrere andere im Team wurde Cross zwischen 1954 und 1960 durch einen Zuschuss von John D. Rockefeller finanziell unterstützt. Cross war einer von nur zwei amerikanischen Wissenschaftlern im Scroll-Publikationsteam und gilt seitdem als Begründer der Qumran-Studien. Seine allgemeine Einführung in das Thema ist The Ancient Library of Qumran, dessen dritte Auflage 1995 veröffentlicht wurde.

## Auszeichnungen
- 1961 Mitglied der American Academy of Arts and Sciences
- 1971 Mitglied der American Philosophical Society
- 1980 Percia Schimmel Prize für Archäologie des Israel Museum
- 1980 William-Foxwell-Albright-Award
- 1991 Ehrenmedaille der Universität Complutense Madrid
- 1998 Gratz College Centennial Award
- Ehrenmitglied der  Israel Exploration Society und der  British Society for Old Testament Study
- Trustee (Kurator) der American Schools of Oriental Research (1973–1991)
- Trustee des Ancient Biblical Manuscript Center (1979–1996) from 1997
- Trustee der Dead Sea Scrolls- Foundation seit 1992.

## Schriften (Auswahl)
- The Ancient Library of Qumran and Modern Biblical Studies, The Haskell Lectures 1956–1957. Doubleday, Garden City 1961.
- Canaanite Myth and Hebrew Epic. Essays in the History of the Religion of Israel. Harvard University Press, Cambridge, Mass. 1973, ISBN 0-674-09175-2.
- Leaves from an Epigrapher’s Notebook: Collected Papers in Hebrew and West Semitic Palaeography and Epigraphy (= 51 Harvard Semitic Studies 51), Eisenbrauns, Winona Lake, Indiana 2003, ISBN 1-57506-911-3.
- From Epic to Canon: History and Literature in Ancient Israel. Johns Hopkins University Press, Baltimore 1998, ISBN 978-0-8018-5982-3.

- mit David Noel Freedman: Early Hebrew Orthography. A Study of the Epigraphic Evidence (= 36 American Oriental Series), American Oriental Society, New Haven, Conn. 1952.